# James Gholson
James Herbert Gholson, född 1798 i Brunswick County i Virginia, död 2 juli 1848 i Brunswick County i Virginia, var en amerikansk politiker. Han var ledamot av Virginias delegathus 1824–1828 och 1830–1833 samt ledamot av USA:s representanthus 1833–1835.
Gholson valdes till en mandatperiod i USA:s representanthus. Han kandiderade till omval som whig men besegrades av demokraten George Dromgoole som tog revansch för valförlusten två år tidigare.
Gholson gravsattes på Blandford Cemetery i Petersburg.